# Rückkehrgesetz

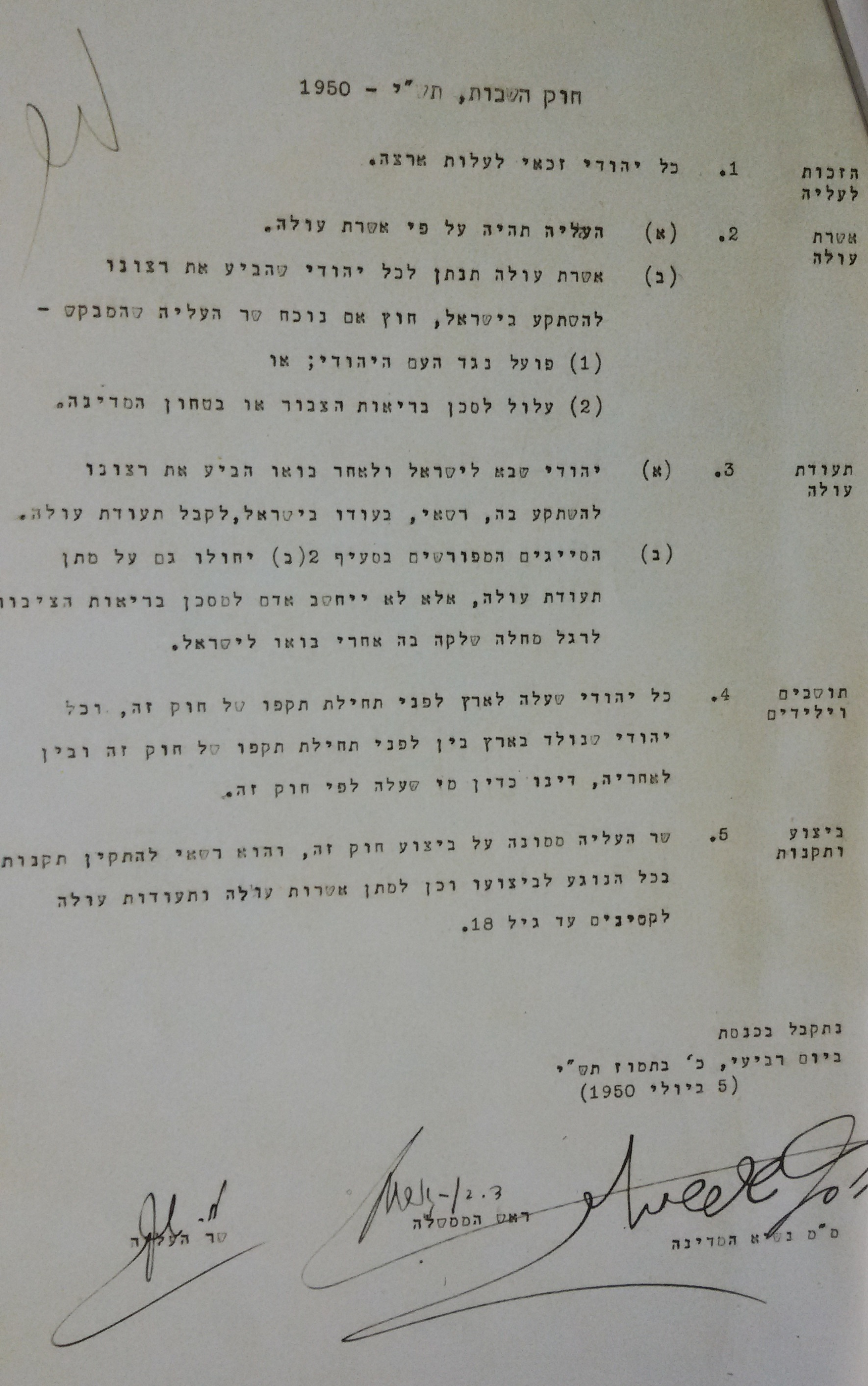
Originalfassung des Rückkehrgesetzes

Das Rückkehrgesetz (hebräisch חוק השבות chok ha-schwut) ist ein israelisches Gesetz von 1950, das Personen jüdischer Herkunft oder jüdischen Glaubens sowie deren Ehepartnern die Einwanderung nach Israel sowie die Erlangung der israelischen Staatsbürgerschaft erlaubt.

## Geschichte und Berechtigtenkreis
Das Rückkehrgesetz wurde von der Knesset am 5. Juli 1950 als erstes Gesetz nach der Staatsgründung 1948 angenommen, als die Erinnerung an den Zweiten Weltkrieg und den Holocaust noch frisch war. Durch das Gesetz erhielt jeder Jude das Recht auf Einwanderung und die israelische Staatsbürgerschaft. Jude ist danach entsprechend der halachischen Definition, wer eine jüdische Mutter hat oder konvertiert ist. Ergänzt wurde es durch das Nationalitätsgesetz von 1952.  
Im Jahre 1954 wurde das Gesetz dahingehend geändert, dass in begründeten Fällen (zum Beispiel für Straftäter) das Recht auf Einwanderung verwehrt werden kann. Den Einbürgerungsantrag des als Jude geborenen Ordensgeistlichen Daniel Rufeisen lehnte der Oberste Gerichtshof Israels 1962 ab, da dieser durch den Übertritt zum Katholizismus vom Judentum abgefallen war. Für seine Verdienste um die Rettung jüdischer Leben während des Holocausts wurde ihm aber später doch die israelische Staatsbürgerschaft gewährt. 
Die Einwanderungsgarantie des Rückkehrgesetzes wurde 1970 auf Kinder und Enkel eines Juden, den Ehepartner eines Kindes eines Juden sowie den Ehepartner eines Enkels eines Juden ausgedehnt. Explizit ausgeschlossen wurden entsprechend dem Rufeisen-Urteil Personen, die Juden waren und ihre Religion freiwillig geändert hatten. Diese Gesetzesänderung erfolgte auch, um interreligiöse Ehen zwischen einer jüdischen und einer nichtjüdischen Person nicht zu trennen und die Immigration nach Israel zu vereinfachen. Inzwischen wurde diese Regelung für Ehegatten auch auf die nichtjüdischen Partner einer eingetragenen Partnerschaft beziehungsweise gleichgeschlechtlichen Ehe ausgeweitet.

## Zweck
Die auch bei anderen Nationen mit größerer Diaspora wie Irland, Polen, Griechenland und Deutschland übliche positive Diskriminierung von Nachfahren exilierter Landsleute bei der Rückeinwanderung erfolgte hier vor dem Hintergrund des Holocaust und in Hinblick auf zukünftige antisemitische Verfolgung und Diskriminierung in egal welchem Staat. Das Gesetz bietet bedrohten Juden in aller Welt einen sicheren Zufluchtsort mit der Option, Bürger dieses Staates zu werden.